# Edy
Edi Hadžiahmetović (2003, Bugojno), poznatiji kao samo Edy, bosanskohercegovički je pevač i producent.
Završio je muzičku školu u Bugojnu. Osim pevanja, bavi se muzičkom produkcijom, svira klavir i gitaru. U studiju Hazard svog oca Mirze Hadžiahmetovića, producenta, učestvuje u stvaranju kompozicija za druge autore. Majka Nesada se takođe bavila pevanjem. Prvu pesmu objavljuje 2021. godine u duetu sa Ivon Lončar, poznatijom kao Yvon. Piše tekst i radi produkciju za Duboko u noć. Godine 2023. učestvuje u takmičenju IDJ Show, mentor mu je Nataša Bekvalac. Iako ne pobeđuje u takmičenju, njegova pesma Isti smo postaje najslušanija među pesmama takmičara iz 2. sezone. Ženski vokal u pesmi je Amna.
Živi i radi u Beogradu.

## Diskografija

### Singlovi
- Duboko u noć sa Yvon (2021)
- Isti smo (2023)
- Šalji piće (2024)
- Ista dijagnoza sa Mahrinom (2024)
- Policijo (2024)

### Obrade
- Nesanica (2023)
- Što te nema (2023)
- Ludnica x Ruzmarin (2023)
- Fatalna x Oči zelene x Omađijala (2023)
- Ona koje nema са Костом (2023)
- Ludnica x Ruzmarin са Ђиом (2023)
- Perje (2023)
- Prođi sa mnom Bosnom са Амном (2023)
- Ti i ja са Таром Вељковић (2024)